# سيرجي تاتيفوسيان
سيرجي تاتيفوسيان (بالروسية: Татевосян, Сергей Сергеевич) مواليد 4 يناير 1973 في نوفوسيبيرسك، هو ملاكم محترف روسي يصنف ضمن فئة الوزن المتوسط.

## إحصائيات
خاض خلال مسيرته 34 نزالا، فاز في 26 ولم يتعادل وخسر في 8. فاز بالضربة القاضية في 14 نزالا.

## روابط خارجية
- سيرجي تاتيفوسيان على موقع بوكس ريك (الإنجليزية) (registration required)